# Seriema's
Seriema's (Cariamidae) zijn een Zuid-Amerikaanse vogelfamilie uit de orde Cariamiformes, verwant aan de nu uitgestorven schrikvogels. Traditioneel werden beide groepen in de Gruiformes (kraanvogelachtigen) geplaatst, maar DNA-resultaten van onder andere Hackett (2008) hebben laten zien dat zij aan de basis staan van de groep die de valken, parkieten, zangvogels en schrikvogels omvat.

## Taxonomie
De familie bestaat uit twee monotypische geslachten:
- Geslacht Cariama
  - Cariama cristata – kuifseriema uit Zuidoost-Brazilië en Centraal-Argentinië.
- Geslacht Chunga
  - Chunga burmeisteri – Burmeisters seriema uit Paraguay en Noordwest-Argentinië.

## Beschrijving
Seriema's zijn 75-90 cm groot en wegen ongeveer 1,5 kg. Het zijn bodembewonende vogels die meer rennen dan vliegen omdat ze lange poten, een lange nek en een lange staart, maar korte vleugels hebben. De kuifseriema's hebben een (blauw) kuifje op hun kop, rood-oranje poten, en hun veren zijn bruingetint. De zwartpotige seriema heeft een zwart-grijze snavel, zwart-grijze poten en zijn veren zijn grijsgetint. Seriema's leven in savanne en open bos, waar ze zich voeden met insecten, slangen en hagedissen.

## Voortplanting
De seriema bouwt een nest om haar eieren in te leggen. De kuifseriema maakt haar nest op de grond, in een struik of in een boom tot 3 meter hoog. De Burmeisters seriema maakt enkel nesten in bomen. Per nest legt de seriema 2 tot 3 eieren, de eieren zijn wit en hebben bruine en paarse spikkels. De broedtijd duurt 24 tot 30 dagen.

## Afbeeldingen

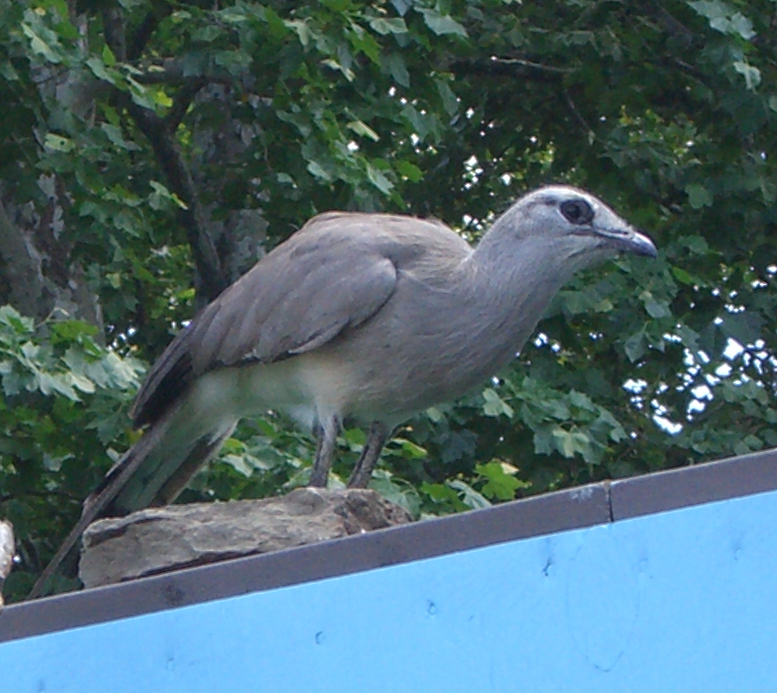
Chunga in de National Aviary in Pittsburgh
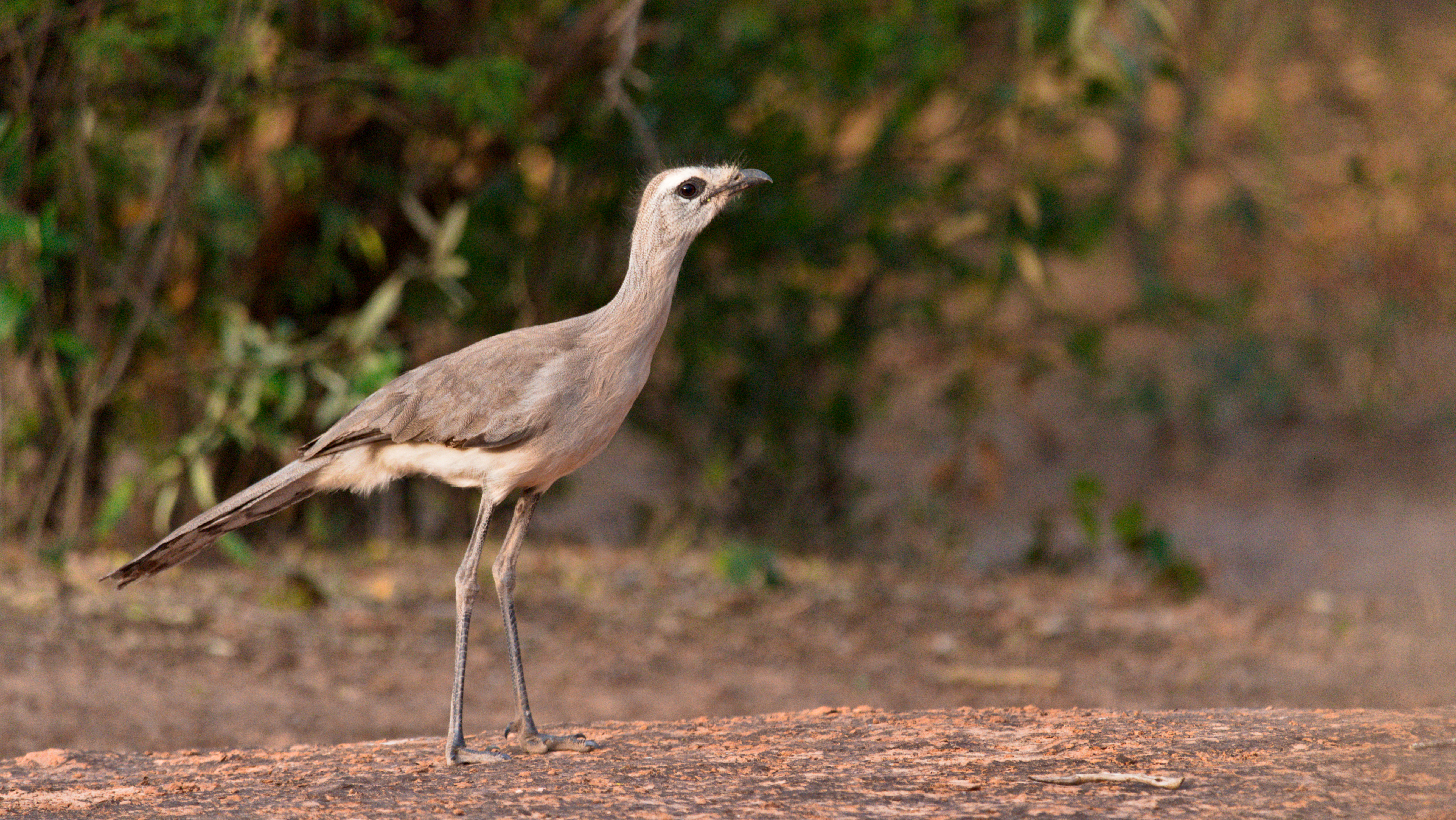
Chunga in het park Parque Nacional Teniente Enciso in Paraguay
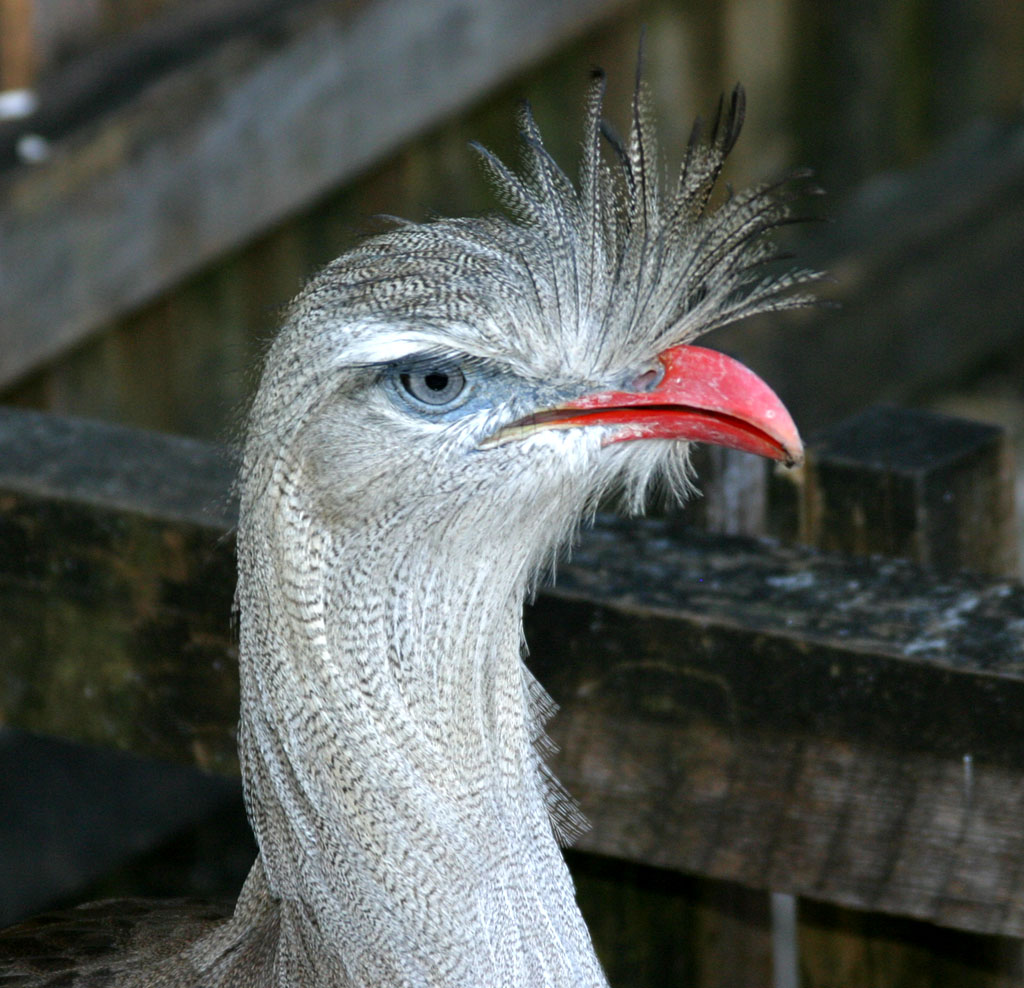
Kop van de kuifseriema Jacksonville Zoo in Florida
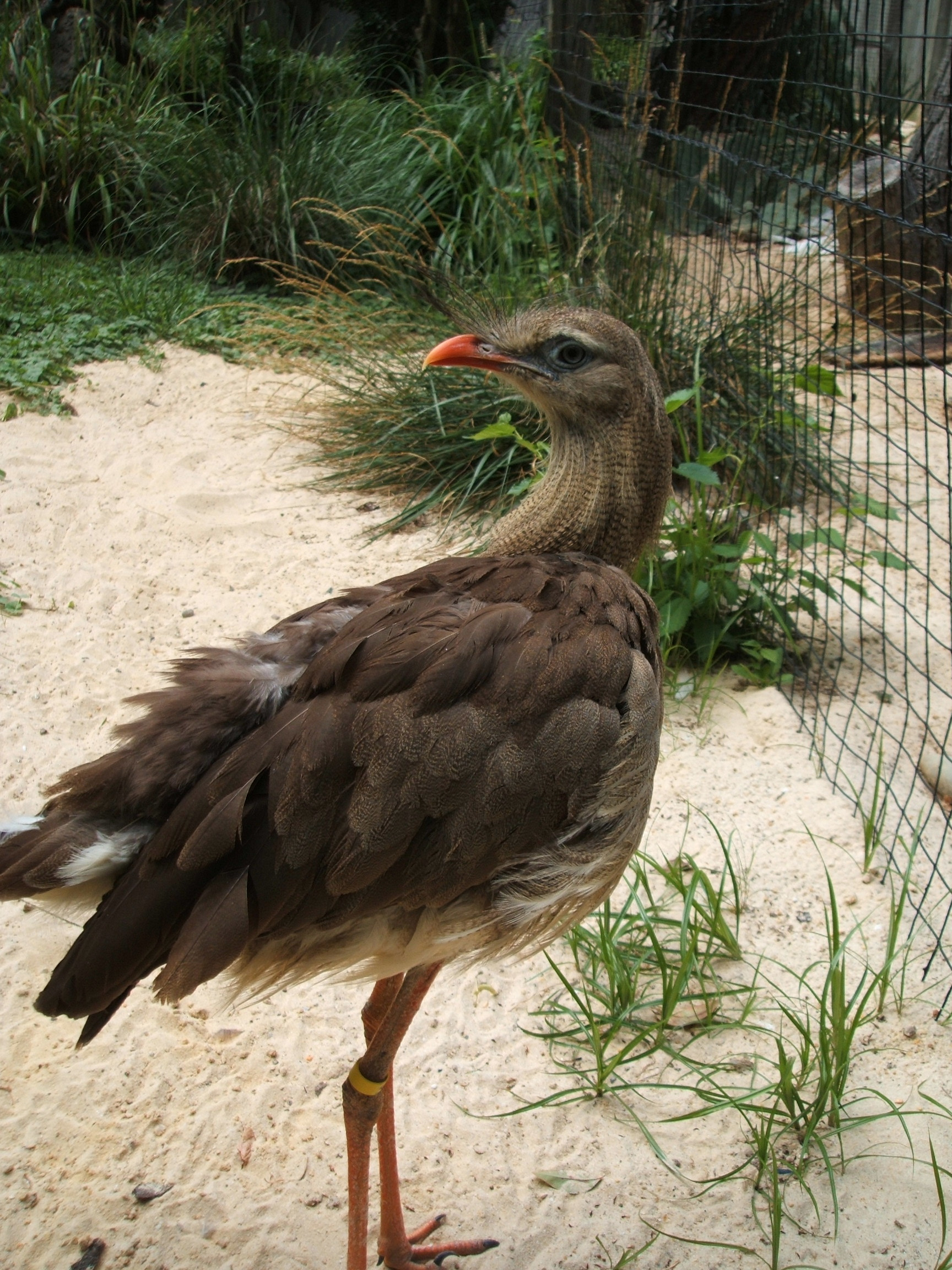
Kuifseriema in het Smithsonian National Zoological Park, Washington D.C.